# Bronce de Lascuta

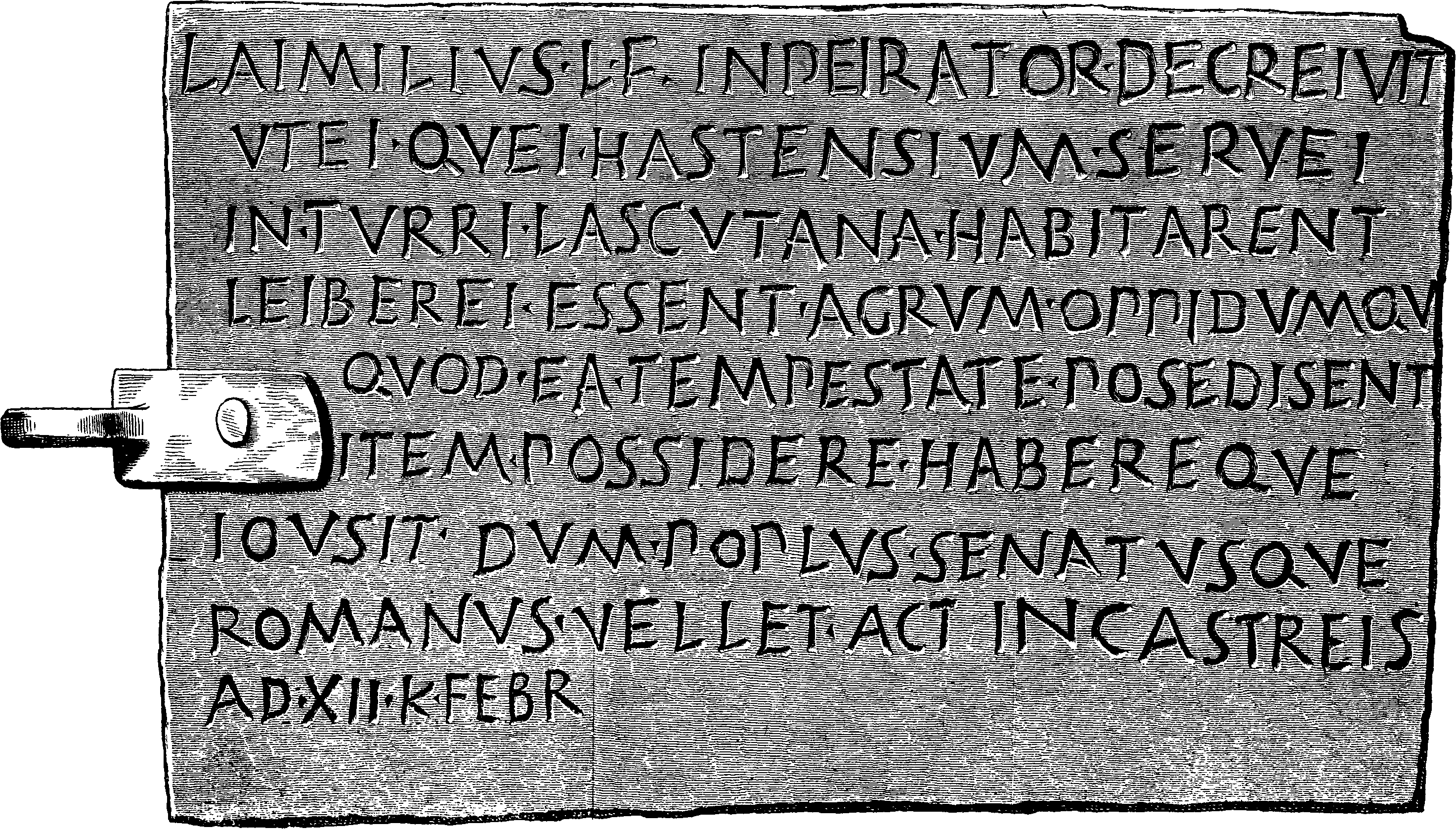
Bronce de Lascuta.

El Bronce de Lascuta es una placa de bronce provista de una anilla lateral, que mide 22,4 x 14 x 0,2 cm y contiene el resumen de un decreto pretoriano en latín. Fue hallado en 1866 o 1867 a 6 km de la actual ciudad de Alcalá de los Gazules, provincia de Cádiz, dentro de la antigua Bética romana. Se ha podido fechar en el año 189 a. C., por lo que sería el documento en latín más antiguo de España (de hecho está escrito en latín arcaico).

## Estudios y lugar de hallazgo
Fue estudiado por varios autores desde 1867, y por Emil Hübner y Theodor Mommsen en el CIL II, 5041 (con un excelente dibujo); durante el siglo XX lo fue por otros varios autores, entre ellos Álvaro d'Ors o Charles Saumagne, J. López Castro y otros.
Según investigaciones recientes realizadas por el historiador Ismael Almagro, el bronce no sería hallado en la Mesa del Esparragal, como tradicionalmente se afirma, sino en la Iglesia parroquial de Alcalá de los Gazules, durante el ensanche de las capillas del baptisterio y del Santo Entierro, en un terreno obtenido en 1863 siendo párroco Francisco de Paula Castro y Moreno, y posiblemente sería vendido al ingeniero polaco Ladislas Lazeski, quien posteriormente lo vendió al Museo del Louvre, donde se conserva.
Sin embargo, ante la ausencia de una prueba fehaciente de esta última hipótesis, debe prevalecer la noticia dada por el propio ingeniero, quien comunicó oficialmente la noticia en París, y detalló el lugar de las "pequeñas excavaciones" en las que apareció, cerca de una mina y de un campo con ruinas antiguas, "a 6 km de Alcalá de los Gazules".

## Exposición
Actualmente se encuentra en el Museo del Louvre (París), aunque en el salón de plenos del Ayuntamiento de Alcalá de los Gazules y en el Museo Arqueológico de Jerez de la Frontera se exponen copias.

## Contenido
Transcripción y desarrollo:
L(ucius) Aimilius L(ucii) f(ilius) inpeirator decreivit, utei quei Hastensium servei in Turri Lascutana habitarent, liberei essent; agrum oppidumqu(e), quod ea tempestate posedisent, item possidere habereque iousit, dum Poplus Senatusque Romanus vellet. Act(um) in castreis a(nte) d(iem) XII k(alendas) Febr(uarias)
Y su traducción:
Lucio Emilio, hijo de Lucio, imperator, decretó que los siervos de los Hastenses que habitaban en la Torre Lascutana, fuesen libres. Ordenó que tuvieran la posesión y conservaran los campos y el núcleo urbano que hubieran poseído hasta ese momento, mientras quisieran el pueblo y el senado romano. Dado en el campamento el doce antes de las kalendas de febrero (= 19 de enero).
Lucio Emilio Paulo, miembro de una prestigiosa familia romana, fue praetor de la Hispania Ulterior entre 191 y 189 a. C.